# Нимпэй
Нимпэй, Нимпё или Нимбё (яп. 仁平 нимпэй, нимпё) — девиз правления (нэнго) японского императора Коноэ, использовавшийся с 1151 по 1154 год .

## Продолжительность
Начало и конец эры:
- 26-й день 1-й луны 7-го года Кюан (по юлианскому календарю — 14 февраля 1151);
- 28-й день 10-й луны 4-го года Нимпэй (по юлианскому календарю — 4 декабря 1154).

## Происхождение
Название нэнго было заимствовано из 61-го цзюаня классического древнекитайского сочинения Хоу Ханьшу:「奮既立節、政貴仁平」.

## События
- 1151 год (1-я луна 1-го года Нимпэй) — садайдзин Фудзивара-но Ёринага получил в императорском правительстве должность найран (яп. 内覧), дававшую ему возможность просматривать прошения к императору до того, как они попадали к государю. Подобные полномочия были также у сэссё и кампаку. Продвижению Ёринаги способствовали недоброжелатели дайдзё-дайдзина Фудзивары-но Тадамити. Сам Фудзивара-но Ёринага делал всё, чтобы ослабить позиции Тадамити[5];
- 13 апреля 1152 год (7-й день 3-й луны 2-го года Нимпэй) — император Коноэ посетил дом своего отца императора-инока Тоба, чтобы отметить его 50-й день рождения; Коноэ остался до следующего дня, развлекаемый танцами и музыкальными спектаклями[6];
- 28 января 1153 год (2-й день 1-й луны 3-го года Нимпэй) — Коноэ побывал в доме его отца; и в том же месяце скончался Тайра-но Тадамори, начальник уголовного трибунала; его место вскоре занял его сын, Тайра-но Киёмори[6].

## Сравнительная таблица
Ниже представлена таблица соответствия японского традиционного и европейского летосчисления. В скобках к номеру года японской эры указано название соответствующего года из 60-летнего цикла китайской системы гань-чжи. Японские месяцы традиционно названы лунами.
| 1-й год Нимпэй (Металлическая Коза) | 1-я луна*       | 2-я луна   | 3-я луна  | 4-я луна* | 4-я луна* (високосная) | 5-я луна  | 6-я луна*  | 7-я луна*   | 8-я луна    | 9-я луна*  | 10-я луна  | 11-я луна     | 12-я луна                |
| ----------------------------------- | --------------- | ---------- | --------- | --------- | ---------------------- | --------- | ---------- | ----------- | ----------- | ---------- | ---------- | ------------- | ------------------------ |
| Юлианский календарь                 | 20 января 1151  | 18 февраля | 20 марта  | 19 апреля | 18 мая                 | 16 июня   | 16 июля    | 14 августа  | 12 сентября | 12 октября | 10 ноября  | 10 декабря    | 9 января 1152            |
| 2-й год Нимпэй (Водяная Обезьяна)   | 1-я луна*       | 2-я луна   | 3-я луна* | 4-я луна  | 5-я луна*              | 6-я луна  | 7-я луна*  | 8-я луна*   | 9-я луна    | 10-я луна* | 11-я луна  | 12-я луна     |                          |
| Юлианский календарь                 | 8 февраля 1152  | 8 марта    | 7 апреля  | 6 мая     | 5 июня                 | 4 июля    | 3 августа  | 1 сентября  | 30 сентября | 30 октября | 28 ноября  | 28 декабря    |                          |
| 3-й год Нимпэй (Водяной Петух)      | 1-я луна*       | 2-я луна   | 3-я луна  | 4-я луна* | 5-я луна               | 6-я луна* | 7-я луна   | 8-я луна*   | 9-я луна*   | 10-я луна  | 11-я луна* | 12-я луна     | 12-я луна (високосная) * |
| Юлианский календарь                 | 27 января 1153  | 25 февраля | 27 марта  | 26 апреля | 25 мая                 | 24 июня   | 23 июля    | 22 августа  | 20 сентября | 19 октября | 18 ноября  | 17 декабря    | 16 января 1154           |
| 4-й год Нимпэй (Деревянная Собака)  | 1-я луна        | 2-я луна   | 3-я луна* | 4-я луна  | 5-я луна               | 6-я луна* | 7-я луна   | 8-я луна*   | 9-я луна*   | 10-я луна  | 11-я луна* | 12-я луна     |                          |
| Юлианский календарь                 | 14 февраля 1154 | 16 марта   | 15 апреля | 14 мая    | 13 июня                | 13 июля   | 11 августа | 10 сентября | 9 октября   | 7 ноября   | 7 декабря  | 5 января 1155 |                          |

* звёздочкой отмечены короткие месяцы (луны) продолжительностью 29 дней. Остальные месяцы длятся 30 дней.